# Jean Legrez
Jean Marie Henri Legrez OP (ur. 29 maja 1948 w Paryżu) – francuski duchowny katolicki, dominikanin, arcybiskup Albi w latach 2011-2023.

## Życiorys

### Prezbiterat
Święcenia kapłańskie otrzymał 27 czerwca 1976 w zakonie dominikanów. Pracował duszpastersko w zakonnych placówkach francuskich (m.in. w Lyonie i Awinionie), był także krajowym duszpasterzem ruchu CLER Amour et Famille.

### Episkopat
22 sierpnia 2005 został mianowany biskupem diecezji Saint-Claude. Sakry biskupiej udzielił mu arcybiskup André Lacrampe.
2 lutego 2011 papież Benedykt XVI mianował go arcybiskupem Albi.
18 sierpnia 2023 papież Franciszek przyjął jego rezygnację z urzędu arcybiskupa Albi